# 신천중학교 (서울)
신천중학교(新川中學校)는 대한민국 서울특별시 송파구 잠실동에 있는 공립 중학교이다.

## 학교 연혁
- 1975년 11월 14일 : 신천중학교 설립 인가(전학년 45학급)
- 1976년 3월 5일 : 개교식 및 제1회 신입생 입학식
- 1977년 3월 2일 : 검도부 창단
- 1979년 2월 22일 : 제1회 졸업식(1,044명)
- 1999년 3월 2일 : 축구부 창단
- 2023년 1월 4일 : 제45회 졸업식(372명) 총 누적 졸업생 27,249명
- 2023년 3월 1일 : 제15대 하은경 교장 취임
- 2024년 3월 4일 : 2024학년도 입학식(363명)

## 참고 자료
- 신천중학교 - 한국교육학술정보원 학교알리미